# Franz Beckenbauer
Franz Anton Beckenbauer (phát âm tiếng Đức: [fʁants ˈʔantoːn ˈbɛkn̩ˌbaʊɐ] ⓘ; 11 tháng 9 năm 1945 – 7 tháng 1 năm 2024) là một cố cầu thủ và huấn luyện viên bóng đá chuyên nghiệp người Đức. Với biệt danh der Kaiser ("Hoàng đế"), ông được xem là một trong những cầu thủ vĩ đại nhất trong lịch sử bóng đá và là một trong 9 người đã từng vô địch FIFA World Cup, Cúp C1 châu Âu và Quả bóng vàng châu Âu. Beckenbauer là một cầu thủ đa năng xuất phát ở vị trí tiền vệ, sau này ông đã thành danh ở vị trí trung vệ. Ông được ghi nhận là người khai sinh ra vai trò hậu vệ quét hiện đại (libero).
Beckenbauer đã giành Quả bóng vàng châu Âu 2 lần vào các năm 1972 và 1976 và có 103 lần khoác áo đội tuyển Tây Đức. Cùng với Mário Zagallo của Brazil và Didier Deschamps của Pháp, ông là một trong ba người đã vô địch World Cup với tư cách cầu thủ và huấn luyện viên. Ông đoạt chức vô địch World Cup với tư cách đội trưởng năm 1974 và lặp lại kỳ tích tương tự với tư cách huấn luyện viên năm 1990. Beckenbauer là đội trưởng đầu tiên đoạt cúp vô địch World Cup và Euro ở tuyển quốc gia và Cúp C1 châu Âu ở câu lạc bộ. Ông được xếp trong "Đội hình thế giới của thế kỷ 20" vào năm 1998, "Đội hình trong mơ FIFA World Cup" năm 2002, "Đội hình trong mơ Quả bóng vàng" năm 2020, và năm 2004 được xếp tên trong danh sách 100 cầu thủ còn sống vĩ đại nhất thế giới của FIFA.
Ở cấp câu lạc bộ với Bayern München, Beckenbauer đã giành được UEFA Cup Winners 'Cup (cúp C2) vào năm 1967 và ba Cúp C1 châu Âu liên tiếp từ năm 1974 đến năm 1976. Nhờ thành tích này, ông trở thành cầu thủ đầu tiên giành được ba cúp UEFA Champions League với tư cách là đội trưởng đội bóng. Ông trở thành huấn luyện viên và sau đó là chủ tịch của câu lạc bộ Bayern München. Sau hai lần thi đấu với New York Cosmos, ông được vinh danh vào Sảnh đường Danh vọng Bóng đá Quốc gia Hoa Kỳ.
Beckenbauer đã dẫn dắt Đức giành quyền đăng cai tổ chức FIFA World Cup 2006 và làm chủ tịch ban tổ chức. Ông từng làm chuyên gia bình luận cho công ty truyền thông Sky Germany và tham gia viết bài chuyên mục cho tờ Bild trong suốt 34 năm, cho đến năm 2016. Từ tháng 8 năm 2016 đến tháng 2 năm 2021, Beckenbauer bị điều tra vì đưa hối lộ, gian lận, và rửa tiền trong khuôn khổ World Cup 2006. Ông đã từ trần tại Salzburg, Áo vào tháng 1 năm 2024, hưởng thọ 78 tuổi.

## Tuổi trẻ
Franz Beckenbauer sinh ra vào thời điểm nước Đức hoang tàn sau cuộc Thế chiến thứ hai. Ông sinh ra ở thành phố München, là con trai thứ hai của Franz Beckenbauer, Sr. (vốn là nhân viên bưu cục) và bà Antonie (nhũ danh Hupfauf). Ông lớn lên ở quận Giesing, nơi người dân thuộc tầng lớp lao động. Bất chấp sự hoài nghi của cha anh về môn thể thao này, anh bắt đầu chơi bóng từ năm 9 tuổi với đội trẻ của SC München '06 vào năm 1954.
Khi mới bắt đầu chơi bóng ở vị trí tiền đạo trung tâm, anh thần tượng nhà vô địch World Cup năm 1954, Fritz Walter, và là cổ động viên cho đội bóng địa phương 1860 München, khi đó là đội bóng nổi tiếng trong thành phố, mặc dù họ đã xuống hạng từ giải đấu hàng đầu, Oberliga Süd, vào những năm 1950. "Khi đó, tôi luôn ước mơ sẽ được chơi cho họ", sau này Beckenbauer đã xác nhận như vậy. Một sự kiện ở giải đấu trẻ U-14 đầy tranh cãi ở xã Neubiberg đã dẫn đến việc anh gia nhập đội trẻ Bayern München vào năm 1959, chứ không phải đội trẻ 1860 München mà anh yêu thích. Beckenbauer và các đồng đội của mình biết rằng câu lạc bộ SC München '06 của họ không đủ khả năng tài chính để tiếp tục điều hành các đội trẻ của họ. Nhóm của Beckenbauer dự định sẽ cùng nhau chuyển qua đội 1860 München sau khi giải đấu kết thúc. Tuy nhiên, SC München và 1860 München lại gặp nhau trong trận chung kết; một loạt các pha ăn vạ trong trận đấu này dẫn đến cuộc ẩu đả giữa Beckenbauer và trung vệ đối phương. Cảm xúc sau vụ ẩu đả đã ảnh hưởng mạnh mẽ đến Beckenbauer và các đồng đội của anh, dẫn đến việc họ quyết định gia nhập đội trẻ của Bayern thay vì đội 1860 München.
Năm 1963, ở tuổi 18, dư luận dấy lên tranh cãi về việc bạn gái khi đó của Beckenbauer đang mang thai và anh không có ý định tiến tới hôn nhân. Do vậy, sau đó, anh bị Hiệp hội bóng đá Đức (DFB) cấm tham gia đội trẻ tuyển quốc gia Tây Đức. Cuối cùng, anh được tham gia sau khi có sự can thiệp của huấn luyện viên của đội là Dettmar Cramer.

## Sự nghiệp cấp câu lạc bộ

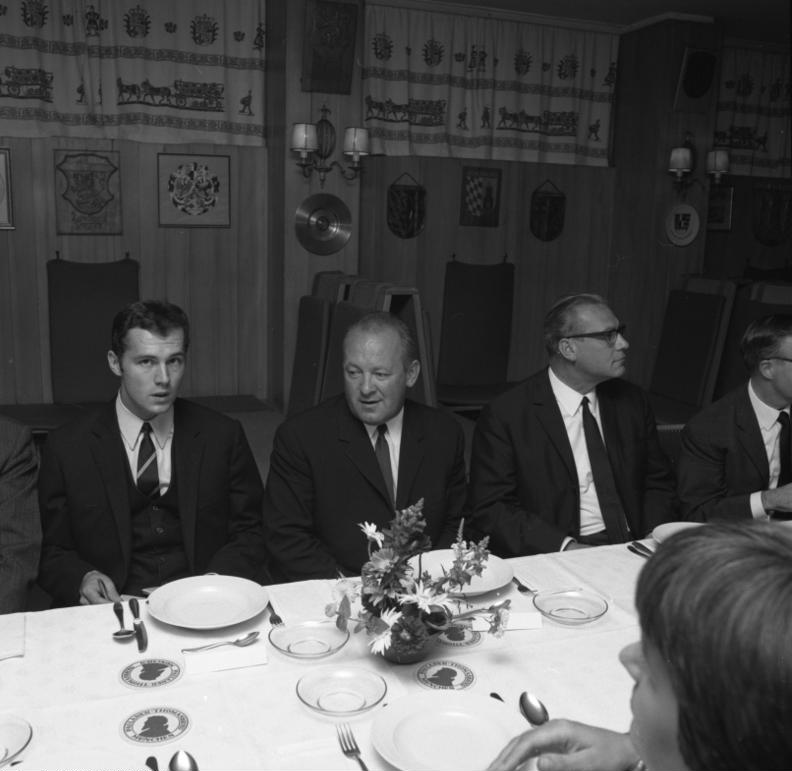
Beckenbauer (trái) sau chiến thắng Cúp C2 năm 1967 với đội Bayern München vào năm 1967

Beckenbauer có trận ra mắt trong màu áo Bayern ở vị trí cánh trái, trong trận play-off thăng hạng Bundesliga gặp đội St. Pauli vào ngày 6 tháng 6 năm 1964. Trong mùa giải đầu tiên của ông ở Regionalliga Süd ("Giải đấu khu vực phía Nam", khi đó là giải hạng Nhì ở Đức), mùa 1964–65, đội Bayern vô địch giải và sau đó thăng hạng lên Bundesliga.
Bayern nhanh chóng trở thành một thế lực ở giải đấu mới của Đức, vô địch Cúp quốc gia Đức năm 1966–67 và đạt được thành tích ở cấp châu lục tại giải Cúp C2 (Cup Winners' Cup) năm 1967. Beckenbauer trở thành đội trưởng Bayern trong mùa giải 1968–69 và dẫn dắt câu lạc bộ của mình giành danh hiệu đầu tiên. Ông bắt đầu thử nghiệm ở vị trí hậu vệ quét (libero) vào khoảng thời gian này, biến vị trí này thành một phong cách chiến thuật mới và có lẽ trở thành người thành công nhất trong vai trò này.
Trong thời kỳ thi đấu tại Bayern München, Beckenbauer đã giúp câu lạc bộ này giành được ba chức vô địch liên tiếp từ năm 1972 đến năm 1974 và đồng thời một hat-trick vô địch Cúp C1 châu Âu (1974–76) giúp câu lạc bộ có vinh dự giữ chiếc cúp này vĩnh viễn.

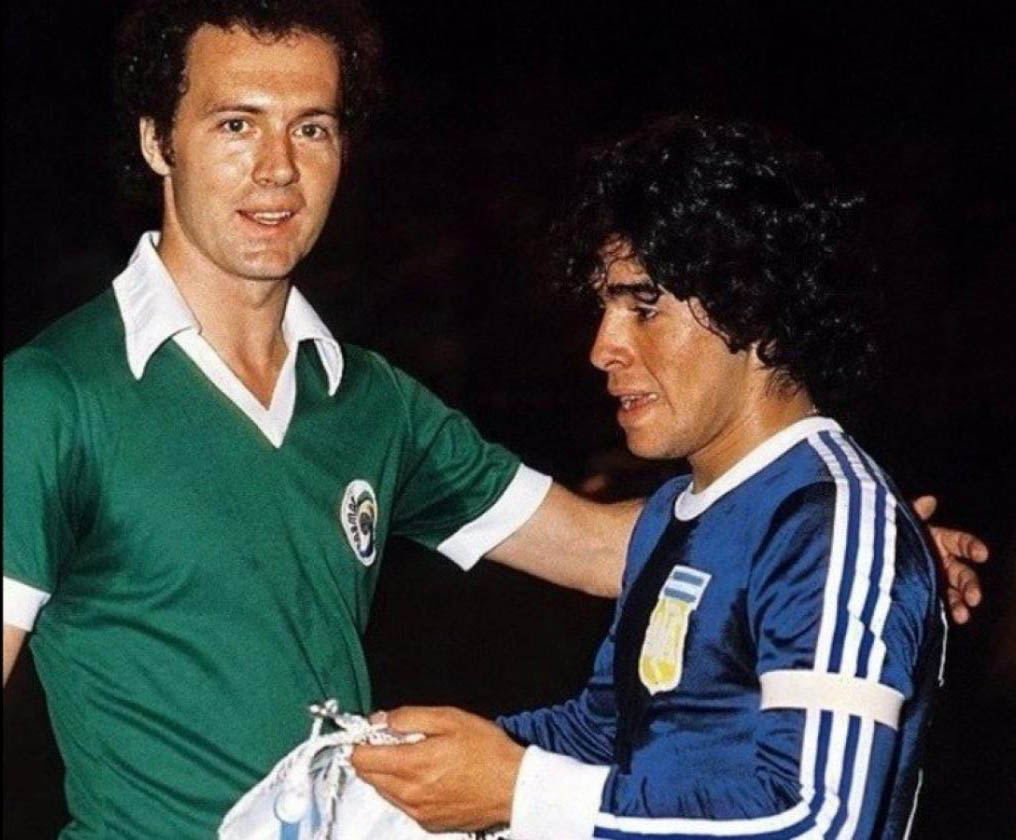
Beckenbauer cùng với Diego Maradona trong trận đấu giao hữu của New York Cosmos ở Argentina vào tháng 11 năm 1978

Kể từ năm 1968, Beckenbauer được người hâm mộ và giới truyền thông gọi là "Der Kaiser" (Hoàng đế). Giai thoại sau đây được nhắc đến (thậm chí do chính Beckenbauer kể lại) nhằm giải thích nguồn gốc của biệt danh này như sau: Nhân một trận giao hữu của Bayern München tại Viên, Áo, Beckenbauer đã chụp ảnh ngay bên bức tượng bán thân của cựu hoàng đế Áo Franz Joseph I. Giới truyền thông gọi ông là Fußball–Kaiser (hoàng đế–bóng đá), ngay sau đó ông được gọi là "Der Kaiser". Tuy nhiên, theo một bài tường thuật trên tờ báo Đức Welt am Sonntag, lời giải thích này mặc dù rất phổ biến nhưng lại sai sự thật. Theo bài báo, Beckenbauer đã phạm lỗi với cầu thủ đối phương mang cùng số áo giống ông, Reinhard Libuda thuộc đội Schalke 04, trong trận chung kết cúp vào ngày 14 tháng 6 năm 1969. Mặc cho đông đảo cổ động viên la ó, Beckenbauer đã đưa bóng sang phần đối diện của sân và tâng bóng hơn nửa phút trước đám đông đang giận dữ. Libuda thường được gọi là König von Westfalen (vua của Westfalen), vì vậy báo chí đã tìm kiếm một biệt danh ấn tượng hơn và đã đặt cho ông là "Der Kaiser".
Năm 1977, Beckenbauer ký một hợp đồng hấp dẫn để chơi ở Giải bóng đá Bắc Mỹ với đội New York Cosmos. Ông đã khoác áo Cosmos trong bốn mùa giải cho đến năm 1980, và đội đã giành được Soccer Bowl ba lần (1977, 1978, 1980).
Trở lại Đức năm 1980, Beckenbauer giải nghệ sau hai năm gắn bó với Hamburger SV ở Đức (1980–82) với chức vô địch Bundesliga năm đó và một mùa giải cuối cùng với New York Cosmos năm 1983. Trong sự nghiệp của mình, ông đã xuất hiện trong 754 trận thi đấu cấp câu lạc bộ.

## Sự nghiệp thi đấu quốc tế
Trận đấu đầu tiên của Beckenbauer cho đội tuyển quốc gia Tây Đức diễn ra vào ngày 26 tháng 9 năm 1965. Beckenbauer có 103 lần khoác áo và ghi 14 bàn cho đội tuyển Tây Đức. Ông là thành viên của đội hình Tây Đức đạt giải Á quân World Cup năm 1966, hạng ba năm 1970 và vô địch World Cup năm 1974, đồng thời có tên trong danh sách đội toàn sao của giải đấu trong cả ba lần tổ chức đó. Ông cũng giành chức vô địch bóng đá châu Âu năm 1972 và kết thúc với vị trí á quân ở giải đấu này vào năm 1976.

### Giải vô địch bóng đá thế giới 1966
Beckenbauer ra mắt trong kỳ World Cup đầu tiên vào năm 1966, khi ông chơi mọi trận đấu ở giải này. Trong trận đấu đầu tiên tại World Cup gặp Thụy Sĩ, ông ghi hai bàn trong chiến thắng 5–0. Tây Đức lọt qua vòng bảng, và sau đó đánh bại Uruguay 4–0 ở tứ kết, trong đó, Beckenbauer ghi bàn thắng thứ hai ở phút 70.
Trong trận bán kết, người Đức đối đầu với Liên Xô. Helmut Haller là người mở tỷ số; Beckenbauer đóng góp bàn thắng thứ hai của trận đấu, nâng tổng số bàn thắng của ông trong giải đấu lên 4 bàn thắng. Liên Xô ghi bàn thắng muộn nhưng không thể gỡ hòa, và Tây Đức tiến vào trận chung kết gặp chủ nhà Anh. Người Anh giành chiến thắng trong trận chung kết và giành Cúp Jules Rimet trong hiệp phụ. Người Đức đã thất bại ở rào cản cuối cùng, nhưng Beckenbauer đã có một giải đấu đầy ấn tượng, kết thúc ở vị trí thứ ba trong danh sách vua phá lưới — từ một vị trí không tấn công (hậu vệ quét). Toàn đội trở về như những người hùng trong sự chào đón trên quê hương của họ.

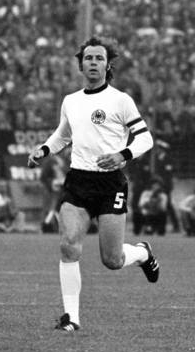
Beckenbauer mang băng thủ quân đội tuyển Tây Đức trong trận đấu với tuyển Đông Đức ở giải vô địch bóng đá thế giới 1974

### Giải vô địch bóng đá thế giới 1970
Đội tuyển Tây Đức đã thắng ba trận đầu tiên trước khi đối đầu với tuyển Anh ở vòng hai; đó là trận tái đấu giữa hai đội từ trận chung kết năm 1966. Người Anh dẫn trước 2–0 trong hiệp hai, nhưng một bàn thắng ngoạn mục của Beckenbauer ở phút 69 đã giúp người Đức phục hồi và gỡ hòa trước khi kết thúc thời gian thi đấu chính thức và giành chiến thắng trong hiệp phụ. Tây Đức tiến vào bán kết để đối mặt với Ý, trong trận đấu được gọi là "Trận đấu thế kỷ". Beckenbauer trật khớp vai sau khi bị phạm lỗi, nhưng ông không nản lòng và vẫn tiếp tục trận đấu, vì đội Tây Đức đã sử dụng hết hai lần thay người. Beckenbauer tiếp tục ở lại sân đấu với cánh tay bị trật khớp được băng nẹp lại. Kết quả của trận đấu này là 4–3 (sau hiệp phụ) nghiêng về người Ý. Sau đó, tuyển Đức đánh bại Uruguay 1–0 để giành vị trí thứ ba.

### Giải vô địch bóng đá châu Âu 1972
Beckenbauer mang băng đội trưởng đội tuyển quốc gia năm 1971. Năm 1972, Tây Đức giành chức vô địch châu Âu, đánh bại Liên Xô 3–0 trong trận chung kết.

### Giải vô địch bóng đá thế giới 1974
World Cup 1974 được tổ chức tại Tây Đức và Beckenbauer đã dẫn dắt đội bóng của mình giành chiến thắng, trong đó có chiến thắng nhọc nhằn 2–1 trước đội tuyển Hà Lan vốn đang được hâm mộ cuồng nhiệt với sự góp mặt của Johan Cruyff. Beckenbauer và các hậu vệ đồng đội đã kèm chặt Cruyff tốt đến nỗi đội tuyển Hà Lan không thể phát huy đầy đủ chiến thuật "Bóng đá tổng lực" của họ.
Beckenbauer trở thành đội trưởng đầu tiên nâng Cúp FIFA World Cup phiên bản mới, sau khi Brasil giành được Cúp Jules Rimet vào năm 1970. Điều này cũng giúp Tây Đức trở thành đội tuyển quốc gia châu Âu đầu tiên đoạt đồng thời cả chức vô địch châu Âu và vô địch thế giới World Cup (hai quốc gia khác đã làm được điều đó sau này là Pháp năm 2000 và Tây Ban Nha năm 2010).

### Giải vô địch bóng đá châu Âu 1976
Trong giải đấu năm 1976, Tây Đức một lần nữa lọt vào trận chung kết, nhưng cuối cùng họ để thua Tiệp Khắc trên chấm phạt đền. Beckenbauer có tên trong Đội hình tiêu biểu của giải đấu.
Beckenbauer từ giã sự nghiệp bóng đá quốc tế vào năm 1977, ở tuổi 31, sau khi chuyển đến câu lạc bộ New York Cosmos của Mỹ.

## Sự nghiệp huấn luyện và quản lý

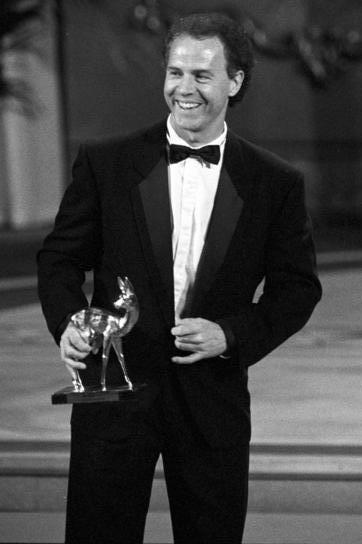
Beckenbauer nhận giải Bambi lĩnh vực Thể thao ở Nhà hát Leipzig, Augustusplatz năm 1990

Khi trở lại Đức, Beckenbauer được bổ nhiệm làm huấn luyện viên trưởng đội tuyển quốc gia Tây Đức khi thay thế Jupp Derwall. Ông đã dẫn dắt đội tuyển đến trận chung kết World Cup năm 1986, nơi họ để thua Argentina với đội trưởng Diego Maradona.
Năm 1990, trước khi tái thống nhất nước Đức, Beckenbauer đã dẫn dắt đội tuyển Đức cuối cùng không có cầu thủ Đông Đức trong một kỳ World Cup, giành chiến thắng chung cuộc 1–0, trước Argentina, trong trận tái đấu của trận chung kết World Cup trước đó. Beckenbauer là một trong ba người (cùng Mario Zagallo và Didier Deschamps) đã giành được Cúp với tư cách cầu thủ và huấn luyện viên. Đồng thời, ông cũng là người đầu tiên trong hai người (người còn lại là Didier Deschamps) giành được danh hiệu vô địch thế giới với hai vai trò đội trưởng và huấn luyện viên.
Beckenbauer sau đó chuyển sang làm huấn luyện viên cho các câu lạc bộ và nhận lời làm việc cho Olympique de Marseille vào năm 1990 nhưng rời câu lạc bộ trong vòng một năm sau đó. Marseille khi đó đã giành chức vô địch Pháp 1990–91 và kết thúc ở vị trí á quân của Cúp C1 châu Âu 1990–91.
Từ ngày 28 tháng 12 năm 1993 đến ngày 30 tháng 6 năm 1994, và sau đó từ ngày 29 tháng 4 năm 1996 đến ngày 30 tháng 6 cùng năm, ông lãnh đạo đội Bayern München. Những khoảng thời gian ngắn ngủi này đủ giúp Beckenbauer nhận thêm hai danh hiệu —danh hiệu vô địch Bundesliga năm 1994 và cúp UEFA năm 1996.
Năm 1994, ông đảm nhận vai trò chủ tịch câu lạc bộ tại Bayern, và phần lớn thành công trong những năm tiếp theo được ghi nhận nhờ sự quản lý sắc sảo của ông. Sau khi câu lạc bộ quyết định chuyển từ hình thức hiệp hội sang công ty trách nhiệm hữu hạn, ông giữ vai trò chủ tịch hội đồng cố vấn từ đầu năm 2002. Ông thôi giữ chức chủ tịch của Bayern vào năm 2009, kế nhiệm là tổng giám đốc lâu năm Uli Hoeneß.
Năm 1998, ông trở thành phó chủ tịch của Hiệp hội bóng đá Đức. Vào cuối những năm 1990, Beckenbauer dẫn dắt Đức giành quyền đăng cai tổ chức FIFA World Cup 2006. Ông là chủ tịch ủy ban tổ chức World Cup và là bình luận viên cho tờ Bild-Zeitung.

## Điều tra và lệnh cấm từ FIFA

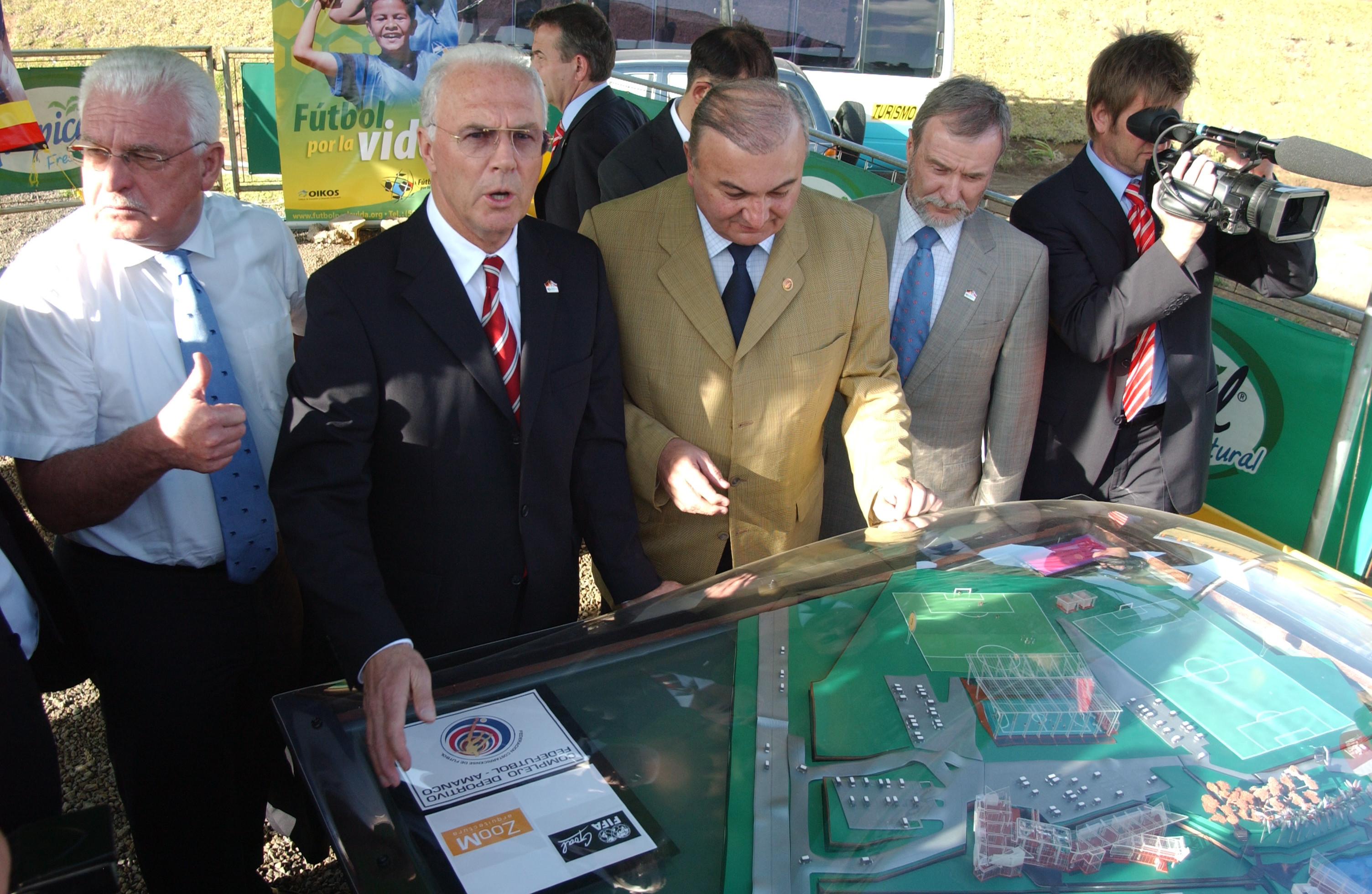
Beckenbauer (thứ hai từ bên trái) năm 2007

Vào tháng 6 năm 2014, Beckenbauer bị Ủy ban Đạo đức FIFA cấm 90 ngày tham gia bất kỳ hoạt động nào liên quan đến bóng đá vì bị cáo buộc từ chối hợp tác với cuộc điều tra về tham nhũng liên quan đến quyền đăng cai các kỳ World Cup 2018 và 2022 cho Nga và Qatar. Ông phản đối lệnh cấm; lý do vì ông đã yêu cầu các câu hỏi bằng tiếng Đức và dưới dạng văn bản. Lệnh cấm đã được dỡ bỏ sau khi Beckenbauer đồng ý tham gia vào cuộc điều tra của FIFA. Vào tháng 2 năm 2016, Beckenbauer bị phạt 7.000 CHF và bị cảnh cáo bởi Ủy ban Đạo đức FIFA vì không hợp tác với cuộc điều tra vào năm 2014.
Vào tháng 3 năm 2016, Ủy ban Đạo đức FIFA đã mở các thủ tục điều tra chính thức đối với Beckenbauer liên quan đến việc trao quyền đăng cai giải World Cup năm 2006. Đến tháng 2 năm 2021, Ủy ban Đạo đức FIFA đã tuyên bố ngừng điều tra cáo buộc đưa hối lộ đối với Beckenbauer vì thời hiệu xử lý đã hết hạn.
Vào tháng 10 năm 2019, Black Mirror Leaks đã công bố thư điện tử của thành viên Quốc hội Nga, Sergey Kapkov. Trong thư điện tử này, tên của Beckenbauer và cố vấn của ông, Fedor Radmann, trong nhóm những người nhận 3 triệu euro nếu bỏ phiếu ủng hộ Nga là chủ nhà của World Cup 2018. Cả hai bị cáo buộc đã nhận thêm 1,5 triệu euro phí thành công sau khi Nga chính thức giành quyền đăng cai tổ chức giải World Cup năm 2018.

## Vinh danh
—Vận động viên tennis người Đức Boris Becker.
—Đồng đội trong đội tuyển Tây Đức Günter Netzer.
Beckenbauer được xem là một trong những cầu thủ vĩ đại nhất trong lịch sử bóng đá. Ông là hậu vệ duy nhất trong lịch sử bóng đá hai lần giành giải Quả bóng vàng. Ông cũng thường được cho là người đã kiến tạo ra vai trò của một hậu vệ quét hiện đại hoặc còn gọi là libero —một vị trí phòng ngự có thể chủ động hỗ trợ vào chiến thuật tấn công của đội mình. Hai lần được vinh danh là Cầu thủ xuất sắc nhất châu Âu, Beckenbauer được chọn vào Đội hình tiêu biểu thế giới của thế kỷ 20 vào năm 1998 và Đội hình trong mơ của FIFA World Cup năm 2002.
Là một biểu tượng ở Đức, Beckenbauer đã được cựu thủ tướng Đức Gerhard Schröder ca ngợi vì đã vô địch World Cup với tư cách là một cầu thủ vào năm 1974, chiến thắng với tư cách là huấn luyện viên ở 1990, và đóng vai trò quan trọng trong thành công của Đức trong việc giành được vị trí chủ nhà của World Cup 2006.

## Truyền thông
Trong sự nghiệp thi đấu của mình, Beckenbauer nổi tiếng đến mức ông được đưa vào bản phác thảo tiểu phẩm truyền hình "Trận bóng của những triết gia" của nhóm Monty Python với tư cách là cầu thủ thực thụ duy nhất và là một "bổ sung bất ngờ" cho đội tuyển Đức. Trong trận đấu, giữa các triết gia nổi tiếng của Hy Lạp và Đức, thay vì thực sự chơi bóng, các "cầu thủ triết gia" đi vòng tròn để suy ngẫm về triết học, và "đặt câu hỏi", một cụm từ phổ biến của những bình luận viên bóng đá Anh, đã khiến nhân vật Beckenbauer bối rối.
Trong một quảng cáo năm 2013 cho công ty Samsung của Hàn Quốc, Beckenbauer xuất hiện với tư cách là huấn luyện viên đội Galaxy XI gồm các cầu thủ bóng đá trên toàn cầu và trao chiếc băng đội trưởng cho Lionel Messi. Beckenbauer còn góp mặt trong loạt trò chơi điện tử FIFA của EA Sports; ông được đưa vào đội hình FIFA 15 Ultimate Team Legends.

## Đời tư
Beckenbauer đã kết hôn ba lần và có năm người con, một trong số đó, Stephan, là một cầu thủ bóng đá chuyên nghiệp, tuy nhiên qua đời vào ngày 31 tháng 7 năm 2015, ở tuổi 46, sau thời gian dài ốm đau. Sau khi xuất hiện trong một quảng cáo cho một công ty điện thoại di động lớn, Beckenbauer được chọn số điện thoại theo ý thích, và ông chọn số 0176 / 666666 làm điện thoại di động của mình. Tuy nhiên, ông nhanh chóng nhận liên tục sự quấy rầy của nhiều người đàn ông khác vì họ nghĩ rằng đó là số điện thoại tình dục (trong tiếng Đức, "6" được dịch thành "sechs", nghe gần giống với từ sex).
Năm 2016 và 2017, Beckenbauer đã phẫu thuật tim hai lần. Theo truyền thông Đức, ông đã được phẫu thuật thêm hông nhân tạo ở một phòng khám tại München vào ngày 1 tháng 3 năm 2018. Đây đã là ca phẫu thuật thứ ba trong vòng hai năm.

## Thống kê sự nghiệp

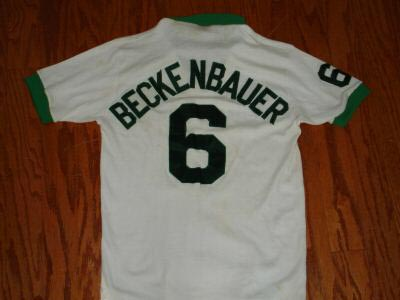
1 chiếc áo của đội New York Cosmos vào năm 1977.

| Thống kê CLB    | Thống kê CLB      | Thống kê CLB      | Giải        | Giải        | Cup                | Cup                | Cup Liên đoàn        | Cup Liên đoàn        | Khu vực              | Khu vực     | Thế giới    | Thế giới   | Tổng | Tổng      |      |
| CLB             |                   | Mùa giải          | Trận        | Bàn thắng   | Trận               | Bàn thắng          | Trận                 | Bàn thăng            | Trận                 | Bàn thắng   | Trận        | Bàn thắng  | Trận | Bàn thắng |      |
| Đức             | Đức               | Đức               | Giải        | Giải        | DFB-Pokal          | DFB-Pokal          | DFB-Ligapokal        | DFB-Ligapokal        | Châu Âu              | Châu Âu     | Toyota Cup  | Toyota Cup | Tổng | Tổng      |      |
| --------------- | ----------------- | ----------------- | ----------- | ----------- | ------------------ | ------------------ | -------------------- | -------------------- | -------------------- | ----------- | ----------- | ---------- | ---- | --------- | ---- |
| Bayern München  | Hạng nhất Đức     | 1963–64           | 6           | 2           | -                  | -                  | -                    | -                    | -                    | -           | -           | -          | 6    | 2         |      |
| Bayern München  | Hạng nhất Đức     | 1964–65           | 37          | 17          | -                  | -                  | -                    | -                    | -                    | -           | -           | -          | 37   | 17        |      |
| Bayern München  | Bundesliga        | 1965–66           | 33          | 4           | 6                  | 1                  | -                    | -                    | -                    | -           | -           | -          | 39   | 5         |      |
| Bayern München  | Bundesliga        | 1966–67           | 33          | 0           | 5                  | 0                  | -                    | -                    | 9                    | 0           | -           | -          | 47   | 0         |      |
| Bayern München  | Bundesliga        | 1967–68           | 28          | 4           | 4                  | 0                  | -                    | -                    | 7                    | 1           | -           | -          | 39   | 5         |      |
| Bayern München  | Bundesliga        | 1968–69           | 33          | 2           | 6                  | 0                  | -                    | -                    | -                    | -           | -           | -          | 39   | 2         |      |
| Bayern München  | Bundesliga        | 1969–70           | 34          | 6           | 1                  | 0                  | -                    | -                    | 2                    | 0           | -           | -          | 37   | 6         |      |
| Bayern München  | Bundesliga        | 1970–71           | 33          | 3           | 9                  | 1                  | -                    | -                    | 8                    | 1           | -           | -          | 50   | 5         |      |
| Bayern München  | Bundesliga        | 1971–72           | 34          | 6           | 6                  | 1                  | -                    | -                    | 7                    | 1           | -           | -          | 47   | 8         |      |
| Bayern München  | Bundesliga        | 1972–73           | 34          | 6           | 6                  | 0                  |                      |                      | 6                    | 1           | -           | -          | 46   | 7         |      |
| Bayern München  | Bundesliga        | 1973–74           | 34          | 5           | 4                  | 0                  | -                    | -                    | 10                   | 1           | -           | -          | 48   | 5         |      |
| Bayern München  | Bundesliga        | 1974–75           | 33          | 1           | 3                  | 0                  | -                    | -                    | 7                    | 1           | -           | -          | 43   | 2         |      |
| Bayern München  | Bundesliga        | 1975–76           | 34          | 5           | 7                  | 2                  | -                    | -                    | 9                    | 0           | 2           | 0          | 52   | 7         |      |
| Bayern München  | Bundesliga        | 1976–77           | 33          | 3           | 4                  | 0                  | -                    | -                    | -                    | -           | -           | -          | 37   | 3         |      |
| Hoa Kỳ          | Hoa Kỳ            | Hoa Kỳ            | Nhà nghề Mỹ | Nhà nghề Mỹ | Cúp bóng đá Nam Mỹ | Cúp bóng đá Nam Mỹ | Nhà nghề Mỹ playoffs | Nhà nghề Mỹ playoffs | Phía Bắc Mỹ          | Phía Bắc Mỹ | —           | —          | Tổng | Tổng      |      |
| New York Cosmos | Nhà nghề Mỹ       | 1977              | 15          | 4           |                    |                    |                      |                      |                      |             | -           | -          | 15   | 4         |      |
| New York Cosmos | Nhà nghề Mỹ       | 1978              | 27          | 8           |                    |                    |                      |                      |                      |             | -           | -          | 27   | 8         |      |
| New York Cosmos | Nhà nghề Mỹ       | 1979              | 12          | 1           |                    |                    |                      |                      |                      |             | -           | -          | 12   | 1         |      |
| New York Cosmos | Nhà nghề Mỹ       | 1980              | 26          | 4           |                    |                    |                      |                      |                      |             | -           | -          | 26   | 4         |      |
| Đức             | Đức               | Đức               | Bundesliga  | Bundesliga  | DFB-Pokal          | DFB-Pokal          | —                    | —                    | Châu Âu              | Châu Âu     | Toyota Cup  | Toyota Cup | Tổng | Tổng      |      |
| Hamburger SV    | Bundesliga        | 1980–81           | 18          | 0           | 1                  | 0                  | -                    | -                    | 0                    | 0           | -           | -          | 19   | 0         |      |
| Hamburger SV    | Bundesliga        | 1981–82           | 10          | 0           | 3                  | 0                  | -                    | -                    | 5                    | 0           | -           | -          | 18   | 0         |      |
| Hoa Kỳ          | Hoa Kỳ            | Hoa Kỳ            | Nhà nghề Mỹ | Nhà nghề Mỹ | Cúp bóng đá Nam Mỹ | Cúp bóng đá Nam Mỹ | Cúp bóng đá Nam Mỹ   | Cúp bóng đá Nam Mỹ   | Nhà nghề Mỹ playoffs | Phía Bắc Mỹ | Phía Bắc Mỹ | —          | —    | Tổng      | Tổng |
| New York Cosmos | Nhà nghề Mỹ       | 1983              | 25          | 2           |                    |                    |                      |                      |                      |             | -           | -          | 25   | 2         |      |
| Tổng CLB        | Bayern München    | Bayern München    | 406         | 66          | 55                 | 5                  |                      |                      | 65                   | 6           | 2           | 0          | 528  | 77        |      |
| Tổng CLB        | New York Cosmos   | New York Cosmos   | 105         | 17          |                    |                    |                      |                      |                      |             | -           | -          | 105  | 17        |      |
| Tổng CLB        | Hamburger SV      | Hamburger SV      | 28          | 0           | 4                  | 0                  | -                    | -                    | 5                    | 0           | 0           | 0          | 37   | 0         |      |
| Tổng sự nghiệp  | Đức               | Đức               | 434         | 66          | 59                 | 5                  |                      |                      | 70                   | 6           | 2           | 0          | 565  | 77        |      |
| Tổng sự nghiệp  | Hoa Kỳ            | Hoa Kỳ            | 105         | 17          |                    |                    |                      |                      |                      |             | -           | -          | 105  | 17        |      |
| Tổng sự nghiệp  | Sự nghiệp cầu thủ | Sự nghiệp cầu thủ | 539         | 83          | 59                 | 5                  |                      |                      | 70                   | 6           | 2           | 0          | 670  | 94        |      |

## Danh hiệu

### Cầu thủ
Bayern Munich
- Regionalliga Süd: 1964–65
- Bundesliga: 1968–69, 1971–72, 1972–73, 1973–74
- DFB-Pokal: 1965–66, 1966–67, 1968–69, 1970–71
- European Cup: 1973–74, 1974–75, 1975–76
- European Cup Winners' Cup: 1966–67
- Intercontinental Cup: 1976

New York Cosmos
- North American Soccer League: 1977, 1978, 1980

Hamburger SV
- Bundesliga: 1981–82

Tây Đức
- FIFA World Cup:  Vô địch (1974),  Á quân: 1966,  Hạng 3: 1970
- UEFA Euro:  Vô địch (1972),   Á quân: 1976

### Huấn luyện viên
Tây Đức
- FIFA World Cup:  Vô địch (1990),  Á quân: 1986
- UEFA Euro:  Hạng 3: 1988

Marseille
- Ligue 1: 1990–91

Bayern Munich
- Bundesliga: 1993–94
- UEFA Cup: 1995–96